# Durencuse
Die Durencuse ist ein kleiner Fluss im Süden von Frankreich, der im Département Tarn der Region Okzitanien östlich der Stadt Castres verläuft.

## Geografie

### Verlauf
Die Durencuse entspringt unter dem Namen Ruisseau de Resse im südöstlichen Gemeindegebiet von Le Bez, verläuft in einem Bogen über Nord generell in westlicher Richtung durch den Regionalen Naturpark Haut-Languedoc und mündet nach rund 18 Kilometern im Gemeindegebiet von Boissezon als rechter Nebenfluss in die Durenque.

### Orte am Fluss
(Reihenfolge in Fließrichtung)
- Le Rec, Gemeinde Le Bez
- Le Bez
- Le Viala, Gemeinde Le Bez
- Uffernet, Gemeinde Cambounès
- La Provinquière, Gemeinde Saint-Salvy-de-la-Balme
- Bouscassié, Gemeinde Boissezon
- La Garrigue, Gemeinde Saint-Salvy-de-la-Balme
- Boissezon